# Physiologie pleurale
La physiologie pleurale concerne l'étude des fonctions et des mécanismes de la plèvre, une membrane séreuse qui enveloppe les poumons. Cette structure joue un rôle crucial dans la mécanique respiratoire et la protection des organes thoraciques. L'étude de la physiologie pleurale permet de comprendre les échanges gazeux, les pressions intrathoraciques et les mouvements respiratoires. Elle est essentielle pour appréhender diverses pathologies pulmonaires et pleurales.

## Le liquide pleural

### Sécrétion du liquide pleural
Il est sécrété de manière continue par la plèvre, principalement par filtration au niveau des micro-vaisseaux de la plèvre pariétale. Le débit est de l'ordre de 0.15 ml/kg/h.

### Résorption du liquide pleural
Classiquement la sécrétion/résorption du liquide pleural était expliquée par un mécanisme d’équilibration entre pressions hydrostatique et osmotique de part et d’autre des plèvres viscérale et pariétale. Le flux liquidien dépend ainsi du coefficient de perméabilité de la plèvre et des différentiels de pression hydrostatique et oncotique. Des études sur des grands mammifères ont montré que la résorption de liquide pleural pouvait se faire par les pores lymphatiques de la plèvre pariétale.

### Composition du liquide pleural
1. Volume : 0.26 mL/kg[2]
2. Composition chimique
  1. Protéines : 10-20 g/L
  2. Albumine : 50-70 %
  3. Glycopleurie : analogue au taux de glucose plasmatique
  4. Lactate déhydrogénase : < 50 % du taux plasmatique
3. Comparaison avec les gaz du sang
  1. pH : 7,38 (sang veineux mêlé + 0,02)
  2. Pression partielle en CO2 : 45 mmHg (celle du sang veineux mêlé)
  3. Bicarbonates : 25 mmol/L (le taux du sang veineux mêlé)
4. Composition cellulaire
  1. Cellules/mm3 : 4500
  2. Cellules mésothéliales : 3 %
  3. Monocytes : 54 %
  4. Lymphocytes : 10 %
  5. Granulocytes : 4 %
  6. Non classées : 29 %

## La pression pleurale
Elle est négative et proportionnelle à la pression développée dans le poumon. En fin d’expiration, les forces élastiques du thorax et du poumon s’équilibrent et la pression pleurale est de –2 à –5 cm H2O.
La pression pleurale n’est pas uniforme, elle est plus négative au sommet, -7/-9 cm H2O, qu’à la base, 0/-2 cm H2O.

## Cas particuliers
L'éléphant est le seul mammifère a ne pas avoir de cavité pleurale. Cela lui permet de respirer par sa trompe sous l'eau sans subir des contraintes de pression.
Certains bisons n'ont qu'une seule cavité pleurale (pour les deux poumons) avec risque d'un pneumothorax cataclysmique en cas de plaie du thorax.